# Lohner B.VII
A Lohner B.VII osztrák fejlesztésű kétüléses felderítő/könnyűbombázó repülőgép volt az első világháború idején. 

## Története

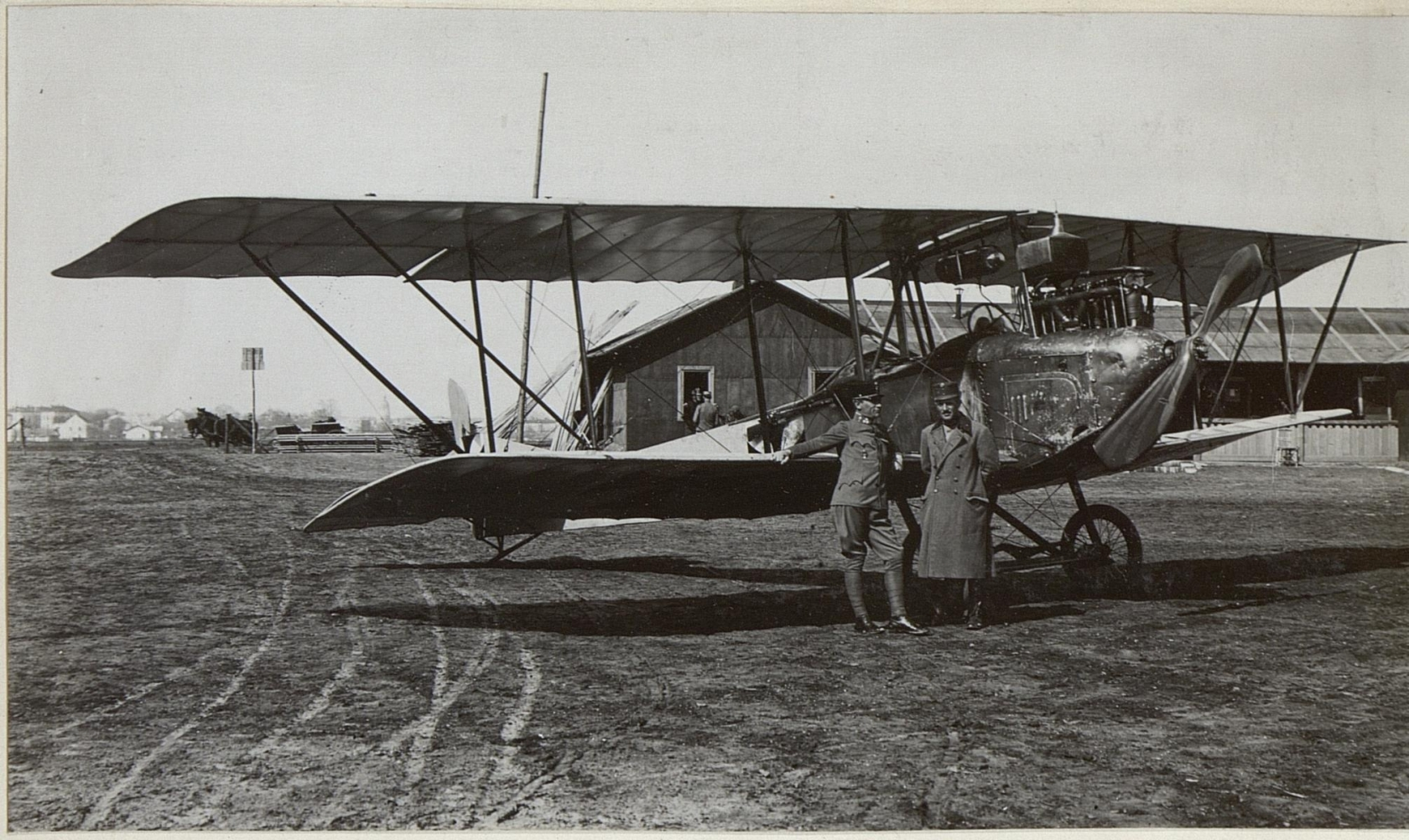

A bécsi Lohner-Werke első B-jelzésű repülőgépe még a világháború előtt készült, amelynek első példányával 1912-ben magassági és emelkedési rekordot is felállítottak. A Lohner B.I-ből 1913-ban 33 darabot szállítottak a hadsereg számára. A magashegyi viszonyokra specializált B.II-vel sok probléma volt, a motor berezgett és a szárny hajlamos volt a törésre, de még mielőtt kijavíthatták volna, kitört a háború és a meglévő gépeket kiküldték a frontra. Ehhez a típushoz fűződik a Monarchia első légi győzelme: 1914 novemberében Losonczy Béla megfigyelő és Johann Wierzejski pilóta puskával lőtt ki egy orosz repülőt. Néhány hónap után kivonták őket a frontszolgálatból. A további fejlesztések, a B.III, IV, V és VI a tesztelések során elégtelen teljesítményűnek és veszélyesnek bizonyultak, ezért nem kerültek ki a frontra. 
A sorozat legsikeresebb változata a B.VII lett, a szárazföldi típusok közül a gyár ezt készítette a legnagyobb mennyiségben.    
A Lohner B.VII kétfedelű, nyilazott szárnyú, fakeretes, vászonborítású repülőgép volt. A szárnyakat a végeknél egy további V alakú, erősen kifelé dőlő szárnydúccal is összekötötték. A törzsben az üléseket kissé oldalt helyezték el; a pilóta a bal, a megfigyelő inkább a jobb oldalán ült. Futóműve hagyományos módon két futókerékből és egy farokcsúszóból állt. A B.VII nem volt felfegyverezve, a hátsó géppuskával ellátott változat C.I kód alatt futott. Szükség esetén 80 kg-nyi bombaterhet tudott vinni magával. Kezdetben egy 150 lóerős Daimler motort építettek bele, de a későbbi szériák már 160 lóerős motorral voltak ellátva.
A Lohner-Werke 48 darabot készített a B.VII-ből, míg a magyar UFAG további 24-et épített. Utóbbiakba MAG motort szereltek, amely megbízhatatlannak bizonyult, ezért a repülőgépeket csak kiképzésre használták. A Hansa-Brandenburg C.I megjelenése után a Lohner B.VII-et kivonták a frontról.  
A magyar ászpilóták közül Szepessy-Sokoll Rudolf ezzel a típussal érte el első légi győzelmét Milánó bombázása közben.

## Rendszeresítő országok
- Osztrák–Magyar Monarchia

## Műszaki paraméterei
- személyzet: 2 fő

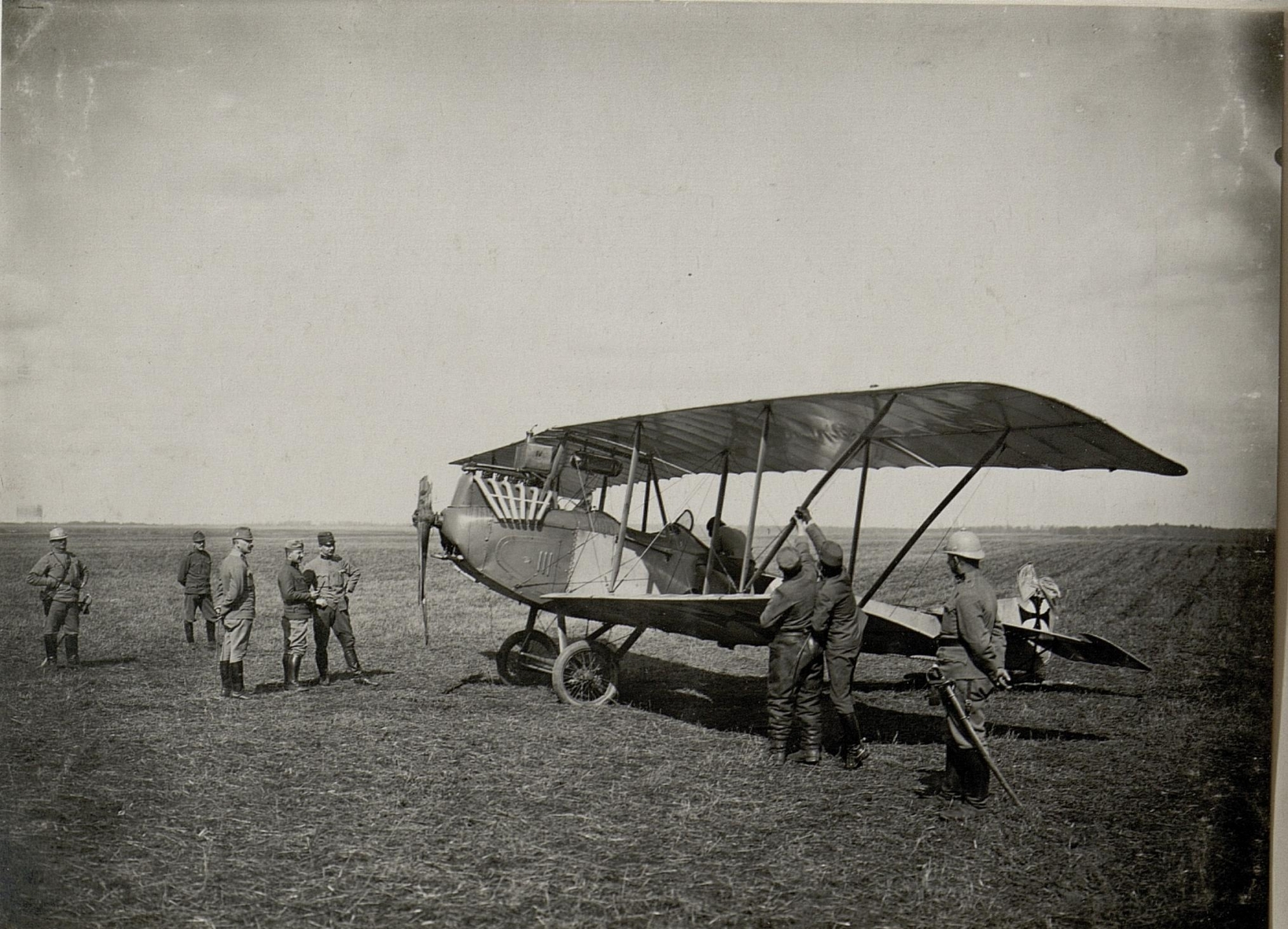
Volhínia, 1916 márciusa

- szárnyfesztávolság: felső 15,4 m, alsó 11,2 m
- szárnyfelület: 44 m²
- törzshossz: 9,5 m
- magasság: 3,75 m
- üres súly: 913 kg
- felszállósúly: 1393 kg
- maximális sebesség: 120 km/h
- emelkedés: 1000 m-re 9,5 perc alatt
- hatótáv: 650 km
- hajtómű: 1 db 150 lóerős, hathengeres, soros, vízhűtéses Daimler motor
- fegyverzet: 1 db 8 mm-es 1907/12 M Schwarzlose géppuska (C.I változat), 80 kg bombateher